# Първослав Вуйчич
Първослав Вуйчич (сръбски език: Првослав Вујчић) (1960) е съвременен писател от Сърбия.

## Биография
Вуйчич е член на Сдружението на писателите на Сърбия, Сдружението на писателите на Република Сръбска и Международното сдружение на поетите (Съединени американски щати).
Той е почетен член на Сдружението на литераторите (Канада).
През 2007 г. Международното сдружение на поетите го обявява за Посланик на поезията на САЩ.

## Признание и награди
Носител е на Змаева награда за ръкопис на книгата (Белград, Сърбия), Змаева награда за стихотворение (Белград, Сърбия), на „Минерва“ за популяризиране на истината за сърбите (Торонто, Канада) и на наградата за литературна критика на поезия (САЩ).